# That '70s Show
That '70s Show är en amerikansk situationskomediserie om en grupp tonåringar i den fiktiva småstaden Point Place, Wisconsin. Handlingen utspelar sig mellan den 17 maj 1976 och den 31 december 1979. Serien visades i USA åren 1998 till 2006, efter det har den visats flera gånger och visas fortfarande, över hela världen. That '70s Show blev början för filmkarriärer för många av seriens skådespelare som i stort sett var okända innan dess.

## Historia
That '70s Show skapades av Bonnie och Terry Turner tillsammans med Mark Brazill och producerades av Carsey-Werner. Seriens arbetsnamn var Teenage Wasteland, inspirerat av The Who's låt "Baba O'Riley". Andra namnförslag till serien var The Kids Are Alright, Feelin' All Right och Reeling In The Years, alla kända strofer från populära låtar på 1970-talet.
Serien var en beställning från Fox Network, och premiären för den första säsongen var den 23 augusti 1998 med 25 avsnitt. Serien blev snabbt mycket populär hos såväl vuxna som tonåringar. Efter att första säsongen visats ville Fox ha en andra. Totalt gjordes det åtta säsonger, och 200 avsnitt. Det sista avsnittet, "That '70s Finale", visades den 18 maj 2006. Produktionsmässigt har det utdelats 13 utmärkelser av totalt 75 nomineringar.

## Handling
Serien handlar om sex High school-ungdomar och deras familjer i slutet av 1970-talet som bor i den fiktiva småstaden Point Place, Wisconsin, mitt i lågkonjunkturens USA.
Den spinkige actionfigur-nörden Eric Forman (Topher Grace) bor i en villa tillsammans med sin kärleksfulla (dock alkoholiserade) mor, sjuksköterskan Kitty (Debra Jo Rupp), och sin vresige far Red (Kurtwood Smith) som först arbetar halvtid på fabrik och senare blir arbetsledare i en hushållsbutik (där också Eric arbetar en period) tills han drabbas av en hjärtinfarkt. I huset bor i början även Erics lättfotade och festglada storasyster Laurie (Lisa Robin Kelly, senare Christina Moore), då det råder allt annat än syskonkärlek mellan dem. Erics närmaste killkompis, den coole och kriminelle Led Zeppelin-diggaren Steven Hyde (Danny Masterson), flyttar in hos Formans efter att Hydes ensamstående mamma övergivit honom, och det är länge oklart vem som är hans (riktige) far. Ungdomarna tillbringar större delen av sin fritid i Erics källare, där deras klassiska (marijuana-)"cirkel" fungerar som terapi. Erics flickvän Donna Pinciotti (Laura Prepon) bor granne, och hennes korkade föräldrar Bob (Don Stark) och Midge (Tanya Roberts) drabbas av äktenskapsproblem som leder till att Midge med tiden flyr sin väg. De tre andra i ungdomsgänget är den utseendefixerade och korkade sexbedragaren Michael Kelso (Ashton Kutcher), som i huvudsak dejtar den ytliga rikemansdottern och cheerleadern Jackie Burkhart (Mila Kunis), samt den sex- och godistoke utbytesstudenten Fez (Wilmer Valderrama). Bortsett från en känslig period mellan Eric och Donna under fjärde säsongen (och att Eric under åttonde säsongen befinner sig i Afrika, då Randy Pearson (Josh Meyers) etableras i ungdomsgänget) byter alla dessa huvudpersoner, utom Eric och hans föräldrar, dejtingpartners minst en gång under seriens lopp. Ungdomarna får periodvis även sällskap av den gamle och ständigt påtände hippien Leo (Tommy Chong), som först är Hydes chef i en fotobutik och senare tvärt om i en musik-skivaffär.
Utöver rollfigurernas föreställda vardagsliv innehåller nästan alla avsnitt ett antal drömscener – genom att en bubblande blick zoomas in mot rollfiguren och övergår till rollfigurens dröm/tanke vid den aktuella situationen, och efter drömmen zoomas blicken ut på motsatt vis och återgår till rollfigurens aktuella verklighet.

### Huvudskådespelare
- Topher Grace	–	Eric Forman
- Mila Kunis	–	Jackie Burkhart
- Ashton Kutcher	–	Michael Kelso
- Danny Masterson	–	Steven Hyde
- Laura Prepon	–	Donna Pinciotti
- Wilmer Valderrama	–	Fez
- Debra Jo Rupp	–	Kitty Forman
- Kurtwood Smith	–	Red Forman
- Tanya Roberts	–	Midge Pinciotti
- Don Stark	–	Bob Pinciotti
- Lisa Robin Kelly	–	Laurie Forman
- Christina Moore – Laurie Forman
- Tommy Chong	–	Leo Chingkwake
- Josh Meyers	–	Randy Pearson

### Gästskådespelare (i urval)
Serien har många gånger haft besök av kända musiker och grupper som Kiss, Alice Cooper, Paul Anka och Ted Nugent. Nedan listas de betydande rollerna (med en större delaktighet i ett avsnitt, längre medverkande och/eller återkomst) från gästskådespelare:
- James Avery – Konstapel Kennedy
- Joanna Canton – Nina Bartell
- Bob Clendenin – Earl Arthur
- Paul Connor – Timmy
- Eliza Dushku – Sarah
- Megalyn Echikunwoke – Angie Barnett
- Shannon Elizabeth – Brooke
- Lara Everly – Hilary
- Amanda Fuller – Tina Pinciotti
- Jim Gaffigan – Roy Keene
- Mo Gaffney – Joanne Stupak
- Seth Green – Mitch Miller
- Bret Harrison – Charlie Richardson
- Robert Hays – Bud Hyde
- Richard Karn – Leos nynyktre kusin Theo
- Cynthia Lamontagne – Rhonda
- Lindsay Lohan – Danielle
- Jennifer Lyons – Pam Macey
- Kevin McDonald – Pastor Dave
- Mary Tyler Moore – Christina St. George
- Allison Munn – Caroline
- Tom Poston – Burt Sigurdson
- Jim Rash – Fenton
- Tim Reid – William Barnett
- Marion Ross – Bernice Forman
- Katey Sagal – Edna Hyde
- Brooke Shields – Pamela "Pam" Burkhart
- Jessica Simpson – Annette
- Judy Tylor – Samantha
- Betty White – Bea Sigurdson
- Luke Wilson – Casey Kelso

## Brittisk nyinspelning
1999 nyinspelades serien av brittiska ITV-nätverket som Days Like These genom att använda en nästan likadan kopia av manuset med få ändringar på grund av kulturskillnader. Serien lyckades inte underhålla någon publik och lades ner efter att 10 av de 13 avsnitten sänts. De återstående tre avsnitten visades senare i en repris.

## Soundtracks
Titellåten som spelas i varje avsnitt heter "In The Street" och framförs under första säsongen av bandet Big Star, men från och med andra säsongen av Cheap Trick. När titellåten spelas sitter alla framstående karaktärer i Vista Cruisern och sjunger med i texten.
Flera framstående sånger från årtiondet kan höras i serien, och två soundtracks släpptes 1999. Första är en samling av funk, soul och disco. Den andra är en samling av albumorienterad rock.
- That '70s Album (Jammin')
- That '70s Album (Rockin')

## Klassificeringar i USA
| Säsong | Säsong    | Avsnitt | Premiär           | Säsongsavslutning | Klassificeringar i USA    |
| ------ | --------- | ------- | ----------------- | ----------------- | ------------------------- |
| 1      | 1998-1999 | 25      | 23 augusti 1998   | 26 juli 1999      | 11,7 miljoner (Plats 49)  |
| 2      | 1999-2000 | 26      | 28 september 1999 | 22 maj 2000       | 9,06 miljoner (Plats 66)  |
| 3      | 2000-2001 | 25      | 3 oktober 2000    | 22 maj 2001       | -                         |
| 4      | 2001-2002 | 27      | 25 september 2001 | 21 maj 2002       | 9,1 miljoner (Plats 67)   |
| 5      | 2002-2003 | 25      | 30 augusti 2002   | 14 maj 2003       | 10,06 miljoner (Plats 54) |
| 6      | 2003-2004 | 25      | 29 oktober 2003   | 19 maj 2004       | 10,04 miljoner (Plats 49) |
| 7      | 2004-2005 | 25      | 8 september 2004  | 18 maj 2005       | 7,0 miljoner (Plats 85)   |
| 8      | 2005-2006 | 22      | 2 november 2005   | 18 maj 2006       | 5,8 miljoner (Plats 103)  |

## Produktionslaget
- Mark Brazill – Skapare/Exekutiv producent
- Bonnie Turner – Skapare/Exekutiv producent
- Terry Turner – Skapare/Exekutiv producent
- Marcy Carsey – Exekutiv producent (Carsey-Werner Productions)
- Jackie Filgo – Exekutiv producent
- Jeff Filgo – Exekutiv producent
- Caryn Mandabach – Exekutiv producent
- Tom Werner – Exekutiv producent (Carsey-Werner Productions)
- Ben Vaughn – Kompositör
- Jeff Sudakin – Åter-kompositör (säsong 2–4)
- David Trainer – Regissör

## Övrigt
Serien fick även en spinoff: That '80s Show, som var sammankopplad till That '70s Show genom att huvudrollsinnehavaren var en kusin till Eric Forman. Denna serie lades ner ganska omgående, då tittarsiffrorna inte nådde lika höga nivåer. Ytterligare en spinoff, That '90s Show, producerades senare.